# Fæstebrev
Et fæstebrev var en juridisk kontrakt mellem herremand og fæstebonde. Mange fæstebreve er registrerede i fæsteprotokoller, som i Danmark er arkiveret siden 1719, hvor godsejerne blev pålagt at føre protokoller over udstedelse af fæstebreve, skifteforretninger og bøndernes indbetaling af afgifter. Det var ikke blot jord, der bortfæstedes, fx var mange møllebrug i middelalderen i Danmark givet i fæste fra ejeren, typisk en godsejer til udøveren af erhvervet.